# Partia Konserwatywna (Rumunia)
Partia Konserwatywna (rum. Partidul Conservator, PC) – rumuńska partia polityczna, deklarująca konserwatywną ideologię. Do 2005 PC funkcjonowała pod nazwą Rumuńska Partia Humanistyczna (rum. Partidul Umanist Român, PUR). Funkcjonowała w latach 1991–2015.

## Historia
Ugrupowanie powstało 18 grudnia 1991. Założył je przedsiębiorca Dan Voiculescu, który w latach 90. zaczął inwestować w branży mediowej, który zarządzał partią nieprzerwanie do 2008. Ugrupowanie w kolejnych wyborach uzyskiwało niewielkie poparcie. W 1992 startowało samodzielnie z wynikiem 0,2% głosów. W 1996 współtworzyło koalicję wyborczą z m.in. Demokratyczną Partią Agrarną Rumunii, która dostała 0,9% głosów.
W 2000 PUR pierwszy raz uzyskała reprezentację w Izbie Deputowanych. 6 jej przedstawicieli weszło do parlamentu z ramienia opozycyjnych wówczas postkomunistycznych socjaldemokratów, którzy dzięki sojuszowi z Danem Voiculescu uzyskali większe wpływy w prywatnych mediach. Przedstawiciel humanistów przez dwa lata był członkiem rządu Adriana Năstase.
W 2004 partia ponownie współpracowała w wyborach z Partią Socjaldemokratyczną, uzyskując z ramienia wspólnej listy 19 mandatów w niższej izbie rumuńskiego parlamentu. Po tych wyborach dołączyła jednak do centroprawicowej koalicji tworzącej gabinet Călina Popescu-Tăriceanu. W 2005 dokonano zmiany nazwy, co miało sygnalizować reorientację formacji. W 2006 Dan Voiculescu był kandydatem do objęcia teki wicepremiera, nie objął jej po ujawnieniu przez Krajową Radę Badań Archiwów Securitate jego współpracy z rumuńską komunistyczną służbą bezpieczeństwa Securitate. W tym samym roku konserwatyści odeszli z rządu.
W 2007 samodzielnie bez powodzenia startowali w pierwszych w historii Rumunii wyborach europejskich, powrócili następnie do ścisłej współpracy z PSD, z którą tworzyli koalicję w wyborach krajowych w 2008 (4 mandaty) i do Parlamentu Europejskiego w 2009 (1 mandat). W 2008 na czele PC stanęła Daniela Popa, w 2010 nowym przewodniczącym został Daniel Constantin. Konserwatyści w 2011 dołączyli do Unii Socjalno-Liberalnej (tworzonej głównie przez PSD i PNL), a w 2012 do rządu Victora Ponty. W tym samym roku uzyskali 13 mandatów w Izbie Deputowanych, w 2014 wprowadzili 2 posłów do Europarlamentu VIII kadencji. Również w 2014 ich założyciel Dan Voiculescu został skazany na karę 10 lat pozbawienia wolności za przestępstwa korupcyjne.
19 czerwca 2015 PC rozwiązała się, współtworząc wraz z Partią Liberalno-Reformatorską Călina Popescu-Tăriceanu nowe ugrupowanie pod nazwą Sojusz Liberałów i Demokratów.